# Kazimierz Kwiatek
Kazimierz Kwiatek, ros. Kazimir Francewicz Kwiatek (ur. 1888 w Warszawie, zm. 25 sierpnia 1938) – polski i radziecki rewolucjonista, bolszewik, oficer Armii Czerwonej. Ofiara stalinowskiej czystki w Armii Czerwonej.

## Życiorys
Był synem robotnika kolejowego. W 1904 r. jeszcze jako uczeń wstąpił do Polskiej Partii Socjalistycznej. Następnie był robotnikiem w fabryce naczyń emaliowanych Labor. W 1905 r. za udział w zamachu na warszawskiego generał-gubernatora został skazany na 12 lat (według innego źródła – 20) katorgi. Zesłany na wschodnią Syberię, pracował m.in. w kopalniach i przy budowie kolei. Odzyskał wolność po rewolucji lutowej w 1917 r. Również w 1917 r. wstąpił do partii bolszewickiej. Udał się do guberni czernihowskiej i tam w miejscowości Siemionowka współtworzył radę delegatów robotniczych oraz wstąpił do oddziału Czerwonej Gwardii dowodzonego przez Mykołę Szczorsa. Po wkroczeniu wojsk niemieckich na Ukrainę w 1918 r. oddział ten próbował stawić im opór.
W 1918 r. Kwiatek był słuchaczem Kremlowskich Kursów Czerwonych Dowódców, po tym, gdy ochotniczo wstąpił do regularnej Armii Czerwonej. Brał udział w tłumieniu buntu lewicowych eserowców. Następnie polecono mu powrót na Ukrainę, do działania w antyniemieckim, bolszewickim podziemiu. Razem z Mykołą Szczorsem formował 1 Pułk im. Bohuna. Pełnił w nim obowiązki komisarza plutonu, potem kompanii (do listopada 1918 r.), batalionu i wreszcie całego pułku (zastępca dowódcy). Z pułkiem im. Bohuna brał udział w walkach z armią Ukraińskiej Republiki Ludowej. Po tym, gdy Mykoła Szczors został dowódcą całej 1 Ukraińskiej Dywizji Radzieckiej, Kwiatek został nowym dowódcą Pułku im. Bohuna, zaś od lutego 1920 r. – 130 brygady strzeleckiej im. Bohuna. Pozostawał jej dowódcą do lipca 1922 r. W 1920 r. został odznaczony Orderem Czerwonego Sztandaru.
W latach 1922–1926 był zastępcą dowódcy 44 dywizji strzeleckiej i dowódcą 99 dywizji strzeleckiej. W 1926 r. mianowano go dowódcą i równocześnie komisarzem 44 dywizji strzeleckiej. Ukończył kursy doskonalące dla kadry dowódczej przy Akademii Wojskowej im. Frunzego. W grudniu 1928 r. otrzymał stanowisko dowódcy i komisarza 7 dywizji strzeleckiej. Następnie do lutego 1931 r. ponownie był dowódcą 44 dywizji strzeleckiej. Między lutym 1931 r. a majem 1935 r. był dowódcą i komisarzem 17 korpusu strzeleckiego, zaś od maja 1935 r. do sierpnia 1936 r. – dowódcą 14 korpusu strzeleckiego. W sierpniu 1936 r. powierzono mu stanowisko zastępcy dowódcy Charkowskiego Okręgu Wojskowego. W 1935 r. otrzymał stopień wojskowy komdiwa.
Podczas wielkiej czystki w Armii Czerwonej, 17 grudnia 1937 r., został aresztowany. 25 sierpnia 1938 r. Kolegium Wojskowe Sądu Najwyższego ZSRR uznało go za winnego szpiegostwa i udziału w antyrządowym spisku wojskowym, skazując go na karę śmierci przez rozstrzelanie. Wyrok wykonano tego samego dnia.
Kazimierz Kwiatek został zrehabilitowany w 1956 r.
Jego imię nosiła ulica w Winnicy, następnie przemianowana na ul. Waszczuka.
Jego żoną była Sofja Ałtuchowa-Kwiatek, również rewolucjonistka, podczas wojny domowej w Rosji felczerka w 1 Ukraińskiej Dywizji Radzieckiej oraz 44 dywizji strzeleckiej, po wojnie inżynier elektryk. W 1939 r. Ałtuchowa-Kwiatek została aresztowana pod zarzutem niepoinformowania władz o kontrrewolucyjnej działalności męża, a następnie skazana na pięć lat łagru. Zmarła w łagrze w Karagandzie w 1942 r.; w 1956 r. została zrehabilitowana. Małżonkowie mieli jednego syna Władimira.